# Atemajac de Brizuela
Atemajac de Brizuela é um município do estado de Jalisco, no México.
Em 2005, o município possuía um total de 6.236 habitantes.